# Репин, Николай Никитович
Николай Никитович Репин (25 октября 1932, Банищи, Центрально-Чернозёмная область — 15 декабря 2023) — советский живописец, народный художник Российской Федерации (2003), член Ленинградской организации Союза художников РСФСР (после 1992 года — Санкт-Петербургского Союза художников).

## Биография
Николай Никитович Репин родился в селе Банищи,Льговского района,Курской области 25 октября 1932 года. В детские годы вместе с семьей переехал на Кубань, в станицу Советская. После окончания средней школы в 1952 переехал в Ленинград и поступил в Ленинградское художественно-педагогическое училище. Занимался у Л. Н. Орехова. В 1958 принят на первый курс живописного факультета Ленинградского института живописи, скульптуры и архитектуры имени И. Е. Репина, занимался у А. Мыльникова, М. Копейкина, В. Вальцева. В 1964 окончил институт по мастерской А. Мыльникова с присвоением квалификации художника живописи и педагога. Дипломная работа — жанровая картина «Северная фактория». В том же году принят в члены Ленинградского Союза художников.
После окончания института в 1964—1967 продолжил занятия в творческой мастерской Академии художеств у А. Мыльникова. Участвовал в выставках с 1964 года, экспонируя свои работы вместе с произведениями ведущих мастеров изобразительного искусства Ленинграда. Пишет портреты, жанровые и исторические картины, пейзажи. Член Ленинградская организации Союза художников РСФСР с 1971 по 2023 год. Профессор Института живописи, скульптуры и архитектуры имени И. Е. Репина. В 2003 году удостоен почётного звания Народный художник Российской Федерации. Действительный член Петровской академии наук и искусств. Персональные выставки произведений в Ленинграде (1984, 1989) и Петербурге (1994,2018).
Автор картин «Баскетболистки» (1965), «Портрет художника Н. И. Андрецова» (1981), «Сплавщики» (1983), «Блокада», «Мирное утро» (обе 1985), «Вечер на Академичке» (1987), «Освобождение» (1991), «Старая Ладога» (1994), «Февраль» (1995), «С Победой!» (1995), «Пушкин в Михайловском» (1998), «Староладожская крепость» (2000) и др.
Произведения Репина находятся в Русском музее, в музеях и частных собраниях в России, Германии, Японии, Франции, Испании, Италии, Китае, США и других странах.
В 2002 году награждён Благодарностью Законодательного Собрания Санкт-Петербурга за существенный вклад в развитие культуры и искусства в Санкт-Петербурге.

### Семья
- Жена — Валентина Ивановна Кислякова (1932—2000)
- Дочь — Наталья Николаевна Репина (род. 1967) живописец, педагог, окончила Ленинградский институт живописи, скульптуры и архитектуры имени И. Е. Репина по мастерской Б. С. Угарова, преподаватель Florence Classical Arts Academy во Флоренции
  - Внук — Никола (род. 2003) проживает в Италии.